# Dile a Laura que la quiero
Dile a Laura que la quiero es una película coproducción de España y Argentina dirigida por José Miguel Juárez que en España se estrenó el 25 de agosto de 1995. En Argentina se estrenó el 6 de febrero de 1997.

## Argumento
Jorge (Jorge Perugorría) es un ejecutivo financiero que no atraviesa uno de sus mejores momentos y Laura (Ana Álvarez), su mujer, es fotógrafa. Aparentemente la relación va bien hasta que Jorge comienza una relación con una compañera de trabajo, con lo que Laura se ve inmersa en una gran depresión.

## Comentarios
Es la ópera prima del director.
Según palabras del propio Enrique Bunbury, en un principio le ofrecieron a él participar en esta película, a lo que contestó que solo aceptaría si había escenas de cama con Ana Álvarez, sin embargo en ese tiempo no estaba definida ella como coprotagonista.
- Datos: Q5807096